# Carl Friedrich Zelter
Carl Friedrich Zelter (født 11. december 1758 ved Berlin, død 15. maj 1832 i samme by) var en tysk komponist og dirigent, Goethes ven, leder af det berømte Berliner Singakademie og grundlæggeren af den første tyske mandssangforening (Liedertafel).
Zelter var søn af en murermester og oplærtes i faderens håndværk, blev 1783 selv murermester, men havde samtidig udviklet sig til en dygtig violinist, dirigent og komponist. Som elev af Fasch kom han ind i det af denne stiftede Singakademie, overtog ved sin lærers død (1800) ledelsen deraf og indlagde sig i denne stilling stor fortjeneste ved udbredelsen af kendskabet til den sunde og gode musik.
Det var blandt andet her, at Bachs Matthæus Passion på Mendelssohns foranledning igen blev fremdraget for lyset. 1809 stiftede Zelter sammen med nogle gode venner den første mandssangforening og har for denne skrevet en stor række firstemmige mandssange. 1820 stiftede han det kongelige institut for kirkemusik.
Zelters kompositioner omfattede i øvrigt en række flerstemmige kirkelige sange, kantater,operaer og en stor del romancer, hvortil særlig Goethes digte gav ham impulserne, og for hvilke digteren i sit venskab for komponisten nærede en så stor forkærlighed, at han havde vanskeligt ved at skatte Schuberts og Beethovens kompositioner til sine digte.
Brevvekslingen mellem Goethe og Zelter udkom 1833—34 i 6 bind. Blandt Zelters litterære arbejder er det betydeligste hans biografi af Carl Friedrich Christian Fasch (1801); hans selvbiografi blev udgivet af Wilhelm Rintel (Berlin 1861).